# Пугачова Валентина Іванівна
Валентина Іванівна Пугачова (нар. 14 травня 1935, Малинівка, Чугуївський район, Харківська область, УРСР, СРСР — пом. 13 квітня 2008, Санкт-Петербург, Росія) — радянська і російська кіноактриса.

## Біографія
Народилася 14 травня 1935 року. У 1958 році закінчила акторський факультет ВДІКу.
Дебютом Валентини Пугачової стала роль Зіни у фільмі Фелікса Миронера та Марлена Хуцієва «Весна на Зарічній вулиці» 1956 року. Розквіт творчої кар'єри актриси в кіно припав на кінець 1950-х — першу половину 1960-х років. Актриса також знялася в таких картинах, як «Висота», «Нічний гість», «Світло у вікні», «Довгий день», «Після весілля», «Мати й мачуха», «Снігуронька», «Ось моє село» та в багатьох інших. Також займалася дубляжем і озвученням.
Майже всі наступні ролі Валентини Пугачової були невеликими (за винятком Зотихи у фільмі «Строгови» 1976 року). Останньою роботою актриси стала епізодична роль в телесеріалі «Вулиці розбитих ліхтарів» (1998).
Валентина Пугачова померла 13 квітня 2008 року в квартирі своєї дочки в Санкт-Петербурзі після важкої хвороби у віці 72 років. Похована поряд із чоловіком на кладовищі в Репино.

## Фільмографія
- 1954 — Надія (короткометражний) — Віра
- 1956 — Весна на Зарічній вулиці —  Зіна
- 1956 — За владу Рад —  Наталя
- 1957 —  Висота —  Валя
- 1957 — Тугий вузол —  Катя Зеленцова
- 1958 — Нічний гість —  Любаша
- 1958 — Пам'ять серця
- 1958 —  Олеко Дундич —  дочка стрілочника
- 1960 — Світло у вікні —  Таїсія
- 1960 — Чужа біда
- 1961 — Довгий день —  Катя
- 1962 —  Після весілля —  Олена Черенц, колгоспниця
- 1963 — Дві неділі —  сусідка Люсі по гуртожитку
- 1964 —  Мати і мачуха —  офіціантка Ліда, родичка Фильки
- 1964 — Поїзд милосердя —  мати пораненого
- 1965 — Змова послів —  епізод
- 1966 — У місті С. —  доглядальниця
- 1966 — Не забудь... станція Лугова
- 1967 — Зелена карета
- 1968 — Віринея (немає в титрах)
- 1968 —  Снігуронька —  Радушка
- 1970 — Сім наречених єфрейтора Збруєва —  продавчиня в поїзді
- 1970 — Слуги диявола — озвучила роль  Гертруди  у виконанні Ельзи Радзінь
- 1971 — Даурія — епізод (немає в титрах)
- 1971 — Холодно — гаряче — сусідка
- 1972 — Іжорський батальйон
- 1973 — Повернений рік (короткометражний)
- 1974 — Незнайомий спадкоємець —  робітниця
- 1974 —  Сержант міліції —  дочка Пєтухова
- 1976 — Довга, довга справа... —  сусідка Паніна
- 1976 — Строгови —  Зотиха
- 1977 — Марка країни Гонделупи —  мама Паші
- 1978 — Лицар з Княж-містечка —  епізод
- 1978 — Незручні сусіди (короткометражний)
- 1978 — Кавказька повість —  Улитка, мати Мар'яни
- 1979 — Повернемося восени —  Анна Борисівна
- 1979 — Підготовка до іспиту
- 1980 — Шлях до медалей (немає в титрах)
- 1980 — Лялька-Руслан і його друг Санька —  мати Сидорова-Люсика
- 1981 — Що б ти вибрав? —  гостя з короваєм
- 1981 — Ніч на четвертому колі
- 1982 — Людмила
- 1982 — Простір для маневру
- 1983 — Місце дії (немає в титрах)
- 1983 — Дублер починає діяти —  епізод
- 1983 — Серед білого дня... —  тітка Валя
- 1985 — Ось моє село... —  Фролівна, секретарка колгоспу
- 1985 — Сон в руку, або Валіза —  секретар редакції
- 1986 — Червона стріла (немає в титрах)
- 1987 — Везуча людина —  робітниця
- 1988 —  Презумпція невинності —  пасажирка поїзда, акушерка
- 1989 — Змова (немає в титрах)
- 1990 —  Адвокат (Вбивство на Монастирських ставках) —  сестра потерпілого
- 1990 — Собачий бенкет —  сусідка
- 1993 —  Кінь білий — 1-ша серія,  епізод
- 1994 — Російська симфонія —  епізод
- 1995 — Під знаком Скорпіона —  епізод
- 1998 — Вулиці розбитих ліхтарів (серії «Сексот Циплаков», «Темне пиво, або урок англійської», «Третій зліва», «обнесений Вітром»)